# Taras Hunczak
Taras Hunczak   (Stare Misto, 13 de març de 1932 - Newark, 1 de juliol de 2024) va ser un professor emèrit a Nova Jersey, a la Universitat Rutgers a Newark des del 2004 i hi va ensenyar des del 1960. Va escriure sobre la història d'Ucraïna, especialment sobre el segle xx.
Taras Hunczak va graduar de llicenciatura a la Universitat de Fordham a Nova York el 1955. Va obtenir un màster el 1958 a la mateixa institució. Va continuar els seus estudis d'història a la Universitat de Viena de 1958 a 1960. Des de llavors, va professar a la Universitat Rutgers. Entre 1968 i 1983, va ser director del programa d'estudis d'Europa de l'Est i, de 1974 a 1977, director del Departament d'Història.
Taras Hunczak va realitzar una investigació històrica sobre Rússia, Ucraïna i Polònia, però també ha fet treballs sobre les minories nacionals dels segles XIX i XX. Des de 1991, el Dr. Hunczak va ser també professor de la Universitat Estatal Taràs Xevtxenko de Kýiv. Va ser membre de l'Acadèmia de Ciències d'Ucraïna i la Societat Científica Xevtxenko. Taras Hunczak va ser editor de la revista Sučasnist des de 1984 i director del Centre Ucraïnès d'Investigació i Documentació de Nova York.